# Carlos Manuel I de Saboya
Carlos Manuel I de Saboya (en italiano: Carlo Emanuele I di Savoia') (Rivoli, 12 de enero de 1562-Savigliano, 26 de julio de 1630), llamado el Grande, y el Jorobado, fue marqués de Saluzzo (desde 1588), duque de Saboya, príncipe de Piamonte y conde de Aosta, Moriana y Nizza desde 1580 a 1630. También fue rey titular de Chipre y Jerusalén. Hijo de Manuel Filiberto y Margarita de Francia, también fue apodado Bioca d' feu («Cabeza de fuego») por sus marcadas aptitudes militares.
Persona ambiciosa y con mucha autoestima, siguió una política expansionista para su ducado. En el otoño de 1588, aprovechándose de la guerra civil que debilitó a Francia durante el reinado de Enrique III de Francia, ocupó el marquesado de Saluzzo, que estaba bajo protección francesa. El nuevo rey, Enrique IV de Francia, exigió la restitución de esas tierras, pero Carlos Manuel no se las devolvió, y estalló la guerra con los franceses. El conflicto acabó con la Paz de Vervins (2 de mayo de 1598), que dejó el asunto de Saluzzo sin resolver. Después de que el duque comenzara unas negociaciones con España, Enrique amenazó con volver a la guerra, hasta que con el Tratado de Lyon (17 de enero de 1601), Saluzzo fue para Saboya un intercambio de Bresse y otros territorios de los Alpes. También continuó la persecución de los protestantes en el ducado.
Con el Tratado de Bruzolo (el 25 de abril de 1610), Carlos Manuel se alió con Francia contra España. Con el asesinato de Enrique IV cambió la situación, ya que el tratado no fue reconocido por María de Médici, madre del sucesor de Enrique y regente del reino. Inició en 1613 la guerra de sucesión de Montferrato. Obtuvo en enero de 1617 la ayuda de las tropas francesas para tomar Alba a los españoles (que la ocupaban desde 1614), ciudad que tuvo que devolver a finales de ese año a Fernando I Gonzaga de Mantua, renunciando a todo el Monferrato. El nuevo rey, Luis XIII de Francia, al llegar a la mayoría de edad, reanudó la alianza de su padre con Saboya, casando a su hermana, Cristina de Francia, con el hijo de Carlos Manuel, Víctor Amadeo I de Saboya, en 1619.
Sin embargo, cuando los franceses ocuparon Casale Monferrato durante la guerra de sucesión de Mantua, Carlos Manuel se alió con España. Al invadir Richelieu el Piamonte y conquistar Susa, el duque cambió de lado otra vez, firmando el Tratado de Suza, y se alió con Francia. Pero cuando Felipe IV de España envió dos ejércitos, uno a su aliada Génova y otro a la ciudad de Como del español Ducado de Milán, Carlos Manuel se declaró neutral. En 1630, Richelieu ordenó al ejército francés marchar a Saboya para forzarlo a cumplir lo pactado. Las tropas francesas ocuparon Pinerolo y Avigliana. Las fuerzas saboyanas bajo Víctor Amadeo fueron derrotadas en Valsusa.

## Biografía

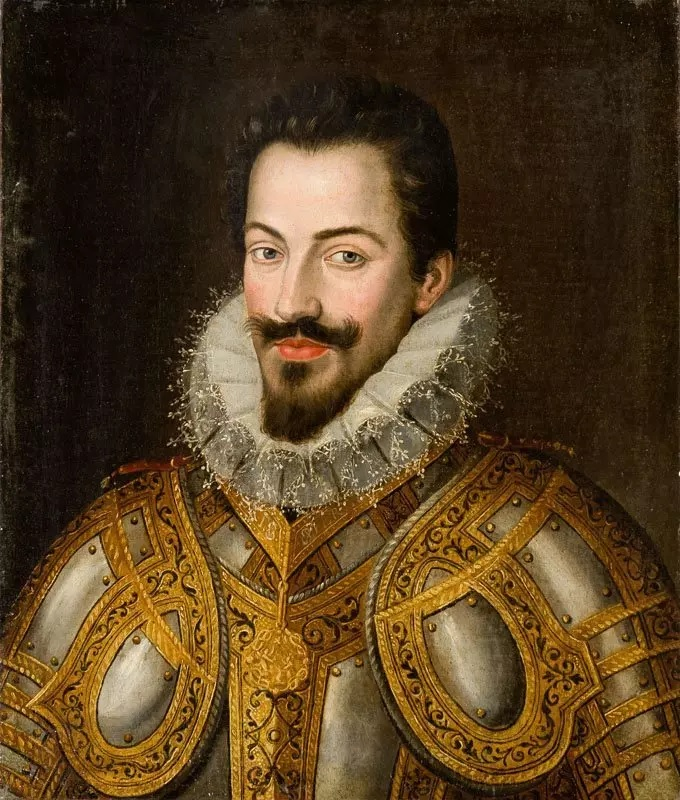
Carlos Manuel I, duque de Saboya, por Jan Kraek.

### Infancia y educación
Nació en el castillo familiar en Rivoli, Piamonte. Era el único hijo de Manuel Filiberto, duque de Saboya, y de Margarita de Francia, duquesa de Berry. Se convirtió en duque de Saboya el 30 de agosto de 1580 a la muerte de su padre. Era de complexión frágil, hombros ligeramente arqueados, facciones delicadas, tez pálida. Sin embargo, desde niño su padre lo había acostumbrado a todo tipo de ejercicio físico y a los deportes, convirtiéndolo en un hábil caballero y un invencible espadachín.

### Primer matrimonio
El 18 de marzo de 1585 se casó con la infanta Catalina Micaela de Austria, hija del entonces rey Felipe II de España y de su tercera mujer Isabel de Valois; la niña, de apenas diecisiete años, era pequeña, sin sangre, enfermiza, y su cara estaba picada de viruela. Se casaron en Zaragoza y tras la boda, y acompañados por Felipe, se trasladaron la pareja a Barcelona donde embarcaron rumbo a los Estados del duque en Italia. Catalina  nunca más volvió a ver a su familia, dando a su padre los únicos nietos de los que tuvo noticia por la continua correspondencia mantenida entre ambos, aunque nunca tuvo la oportunidad de conocerlos.
Carlos Manuel construyó para ella la residencia del Castillo de Mirafiori, entre los actuales parques Sangone y Miraflores. El matrimonio tuvo diez hijos y Catalina murió el 6 de noviembre de 1597 a causa de un mal parto a la edad de treinta años.
Ambicioso y seguro de sí mismo, gracias al excelente estado del Ducado que le transmitió su padre, Carlos manuel pronto intentó expandir territorialmente su poder.

#### Guerra por la posesión del marquesado de Saluzzo
En otoño de 1588, aprovechando las guerras civiles de religión que desgarraban la Francia de su primo hermano Enrique III, ocupó militarmente el marquesado de Saluzzo, que estaba bajo la protección de Francia. El nuevo rey de Francia (antiguo rey de Navarra hasta 1589), Enrique IV, le ordenó devolver el territorio a la Corona francesa pero Charles Emmanuel I se negó: era la guerra contra los franceses.
La mayor parte de los combates tuvieron lugar en el Alto  Valle de Susa y en Valle Chisone: los franceses estaban comandados por Lesdiguières, conocido como «el zorro del Dauphiné». La guerra se desarrolló con altibajos hasta que finalizó con la paz de Vervins (2 de mayo de 1598), que aplazó la disputa por el Marquesado a un acuerdo posterior.
Carlos Manuel recuperó el contacto con España, Enrique IV se enfureció y amenazó con la reanudación de las hostilidades. El papa Clemente VIII intervino incluso como árbitro, pero también estalló la guerra franco-saboyana en julio de 1600, que terminó, gracias también a la mediación papal del cardenal Pietro Aldobrandini, con el Tratado de Lyon (17 de enero de 1601). La conquista territorial fue reconocida por Enrique IV a Carlos Manuel I a cambio de la Bresse y otras cesiones territoriales más allá de los Alpes. El trueque reafirmó la vocación italiana de los Saboya y vinculó los destinos de la familia a los de la península. Carlos Manuel apuntó en su  Ricordi:

Es mucho mejor tener un solo estado, todo unido, como es este de este lado de las montañas, que dos, y todos los dos inseguros.
È molto meglio avere uno Stato solo, tutto unito, come è questo di qua dei monti, che due, e tutti e due malsicuri
Carlos Manuel

### Segundo matrimonio
Después de la muerte de Catalina Micaela de Austria en 1597, Carlos Manuel I de Saboya se casó treinta y dos años después en secreto con Margherita di Rousillon, marquesa de Riva di Chieri, hija de Gabriele di Rousillon "Lord de Châtelard" y de Laura di Saluzzo  de los "Señores de Monterosso". De esta unión nació Don Antonio di Savoia, comendador de cuatro abadías, incluida la Sacra di San Michele.

### Relaciones con Francia y España

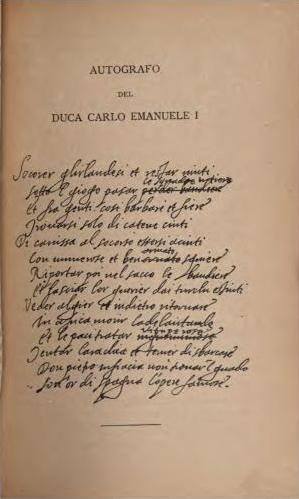
Página autógrafa del duque Carlos Manuel I.

Se reanudaron las persecuciones de los protestantes en el Ducado. Alarmado por un posible acercamiento entre Francia y España, Carlos Manuel se reamistó con los franceses. España también estaba intentando volver a poner el Ducado en su órbita. Después de largas negociaciones entre Carlos Manuel y los emisarios de Enrique IV, se llegó al Tratado de Bruzolo (25 de abril de 1610). El tratado estipulado en el castillo de Bruzolo en el Valle de Susa, a medio camino entre Turín y la antigua frontera entre el Dauphiné y el Piamonte, prevía una estrecha alianza entre el Ducado y Francia en clave antiespañola: una victoria en una posible guerra contra España habría llevado al Ducado de Milán a los Saboya; también estaba previsto el matrimonio del heredero de Carlos Manuel, Víctor Amadeo I, con Isabel, hija de Enrique IV. Pero el asesinato de este último (14 de mayo de 1610) puso todo en entredicho. María de Médici, viuda de Enrique IV y regente en nombre del Delfín (el futuro Luis XIII) aún no mayor de edad, se negó a reconocer el tratado de Bruzolo y Carlos Manuel se encontró aislado y a merced de España.
En ese punto el rey de España, medio hermano de su fallecida primera mujer, exigió una disculpa pública de Carlos Manuel, durante una ceremonia humillante: el entonces segundo hijo del duque de Saboya, Manuel Filiberto tuvo que ir a Madrid donde, el 10 de noviembre de 1610, se arrodilló ante el rey Felipe III y tuvo que leer la solicitud de perdón.

#### Guerra de sucesión por el Ducado de Montferrato
La repentina muerte del yerno de Carlos Manuel, Francisco IV Gonzaga, a fines de 1612 volvió a perturbar la situación: Francisco había tenido con Margarita de Saboya una hija, Maria, y un hijo, Ludovico,  que murió poco antes de la muerte de su propio padre. El hermano de Francisco, Fernando Gonzaga, que renunció a la púrpura cardenalicia por el ducado, tomó el relevo de Francisco. Pero Carlos Manuel no lo aceptó, argumentando que quería defender los derechos de su sobrina Maria y la aplicación de los acuerdos matrimoniales de su hija, estipulados en el momento del matrimonio, con Vincenzo Gonzaga, padre de Francesco y Fernando, y entró en  armas ocupando en abril de 1613 Trino, Moncalvo y Alba Las otras potencias se rebelaron, hubo varios enfrentamientos directos (Luis XIII incluso envía un ejército en 1617, bajo el mando de Lesdiguières, para ayudar al ducado para la reconquista exitosa de Alba, ocupada por los españoles). A pesar de la Paz de Pavía de 1617, que preveía que Monferrato quedara en manos de los duques de Mantua, mientras que los lugares perdidos durante la guerra serían devueltos a Carlos Manuel I, la lucha se prolongó hasta 1618 sin que cambiase en lo sustancial.

### Guerra de sucesión del Ducado de Mantua
La cuestión de la sucesión en el ducado de Mantua puso más adelante en entredicho las relaciones entre España y Francia y se reanudó la guerra. Luis XIII subió al poder y retomó la política de su padre. Su hermana, María Cristina de Francia, se casó en 1619 con el futuro duque de Saboya Víctor Amadeo I. A la muerte de Vincenzo Gonzaga II, último duque de Mantua por línea directa (diciembre de 1627), Francia reclamó el derecho de Carlos I de Nevers y Rethel, descendiente de una rama de los Gonzaga que ya se había establecido durante algún tiempo en Francia en Nevers, a la soberanía sobre el Ducado de Mantua, ocupó Mantua y reforzó las defensas de Casale, sitiada por los españoles. Carlos Manuel unió sus fuerzas con España. El cardenal Richelieu intentó sin éxito llevar de vuelta al duque de Saboya a la órbita de Francia. En la primavera de 1629, un ejército francés descendió hasta el Piamonte, atacó y conquistó Susa. Con el tratado de Susa (11 de marzo de 1629) Carlos Manuel abandonó la alianza con España y se convirtió de nuevo en aliado de los franceses que mantendrán una guarnición militar en Susa y se comprometerán a defender el Ducado de Saboya, que obtendrá Alba y Moncalvo a expensas de los españoles, de la represalia española.
España se vio obligada a levantar el sitio de Casale. Felipe IV de España no aceptó la situación: un ejército español al mando de Ambrogio Spinola  desembarca en Génova mientras otro descendía sobre Como al mando del conde de Collalto. Carlos Manuel se declaró neutral disgustando así a los franceses. A principios de 1630 un ejército francés cruzó de nuevo los Alpes para obligar a Carlos Manuel a respetar el tratado de Susa. Los franceses ocuparon Pinerolo y atacaron Avigliana. Poco después otro ejército francés cruzó los Alpes y se unió al anterior. En el Bajo Valsusa fue derrotado el ejército ducal, en el que también luchó Vittorio Amedeo.

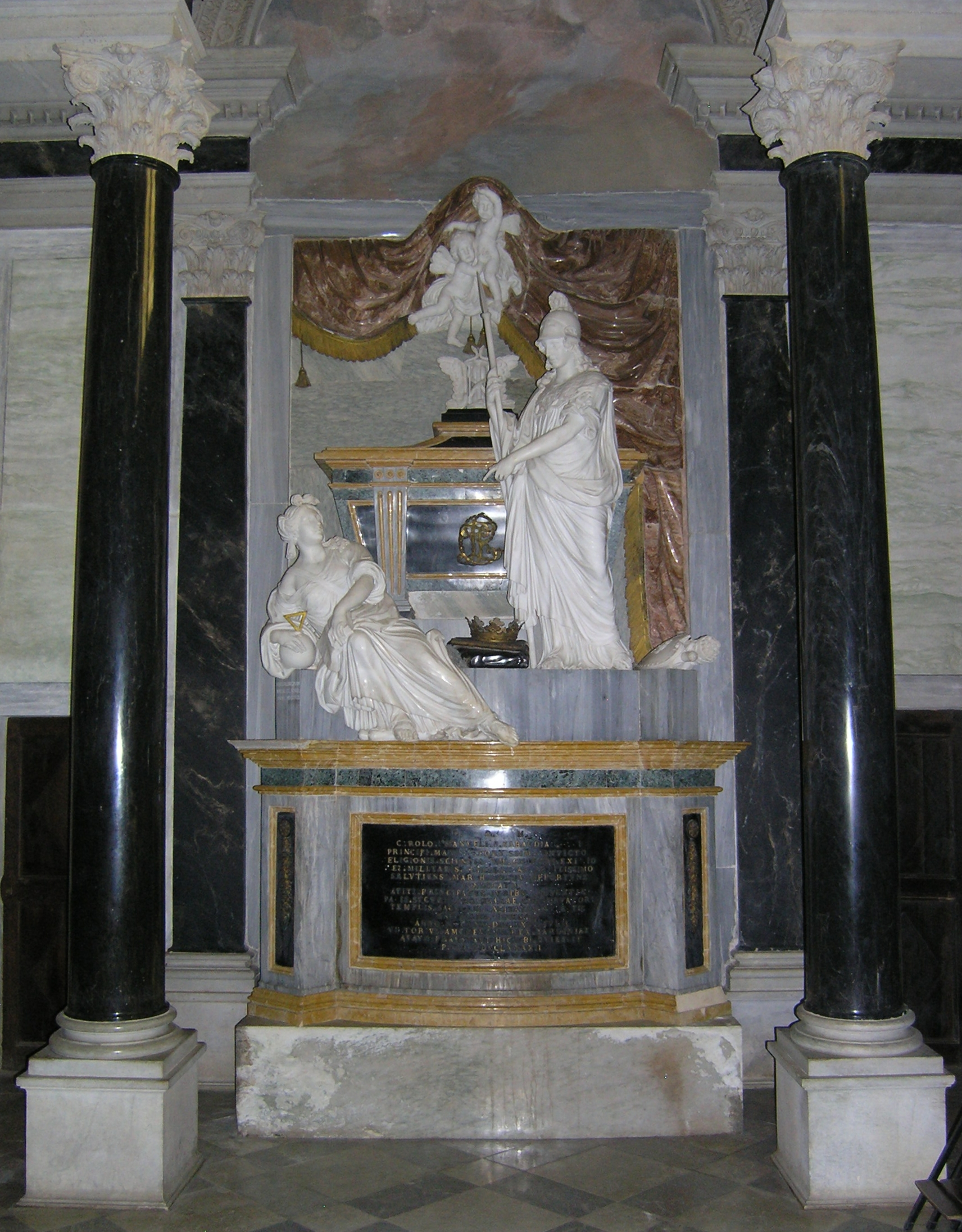
La tumba de Carlos Manuel I en el Santuario de Vicoforte (Cuneo).

### Muerte
El 26 de julio de 1630 Carlos Manuel, preso de una violenta fiebre, murió en Savigliano, en el Palacio Cravetta. Le sucedió su hijo Vittorio Amedeo, que se convirtió en duque de Saboya con el nombre de Vittorio Amedeo I.
Inicialmente fue enterrado en la iglesia de San Domenico de Savigliano, luego su cuerpo fue trasladado al Santuario de Vicoforte, un municipio cercano a Mondovì, que él quería y financió. El sepulcro actual fue realizado en mármol por los hermanos escultores Ignazio y Filippo Collino en 1792 y está ubicado en la capilla de San Bernardo del santuario.
Carlos Manuel estaba ligado por una profunda amistad a Celso Adorno, el padre barnabita que hasta 1604, año en que murió en olor de santidad, había sido su confesor y padre espiritual.

## Opinión pública de entonces sobre el duque
La tendencia de Carlos Manuel a ir contra las grandes potencias europeas, que se había manifestado varias veces, despertó admiración a los ojos de los italianos. De hecho, Tassoni dice sobre la entrada de Carlos Manuel en la guerra por la sucesión del Ducado de Mantua:

La virtud militar en esta época es un don raro de manera que excita el asombro
La virtù militare in questa età è un dono raro in maniera ch'eccita meraviglia.

de la más tarde se hizo eco el orador veneciano Donato:

En Italia no han encontrado a nadie que les mostrara [a las potencias europeas, n.ed.] sus dientes excepto el duque.
In Italia non hanno trovato chi abbia mostrato loro [le potenze europee, n.d.r.] i denti se non il duca.

y el propio duque se expresa sobre esto:

Llegué a conocer el mundo, que he tomado las armas para preservar la libertad de Italia y supe dejarlas cuando me pareció que había logrado ese objetivo.
Ho conosciuto il mondo, che ho portato l'armi per conservar la libertà d'Italia ed ho saputo deporle quando mi è parso di aver conseguito questo fine

## La profecía de Nostradamus
Se dice que Nostradamus  fue invitado a Turín por la corte de Saboya en 1561. La ocasión de la ilustre visita también se aprovechó para favorecer la fertilidad de la duquesa Margarita de Valois: de hecho, llevaba consigo un ungüento perfumado que llevaba la indicación indubitablement  [la mujer] «como ser encinta por poca virtud que el hombre tenga». Nostradamus se alojó en una villa patricia a las afueras de la ciudad y, durante su larga estancia, predijo el ansiado nacimiento: «llevará el nombre de Carlo Emanuele», dijo, «y se convertirá en el mayor líder de su tiempo».
Hay una profecía conocida de Nostradamus sobre el nacimiento y la muerte de su futuro hijo. De hecho, en 1562 la citada pareja dio a luz al duque Carlo Emanuele I de Saboya a quien Nostradamus trazó una especie de horóscopo que confirmaba las profecías ya anunciadas. El vidente también predijo la muerte, anunciando que moriría «en el camino a Jerusalén, cuando un nueve se encuentre con un siete». De inmediato pareció un buen augurio ya que suponía, en una primera interpretación, morir a una edad muy avanzada (97 años). La profecía en realidad se hizo realidad, pero tal vez requiera una interpretación diferente.
Carlo Emanuele I murió en 1630 en Savigliano, en el Palazzo Cravetta, a la edad de 68 años cumplidos (por lo tanto a la edad de 69), antes de entrar en los años 70; aquí hay tal vez un nueve delante de un siete. Además, también se encontró la referencia a Jerusalén: el palacio Cravetta estaba, y todavía está hoy, ubicado en Via Jerusalén, en Savigliano.

## Matrimonio y descendientes

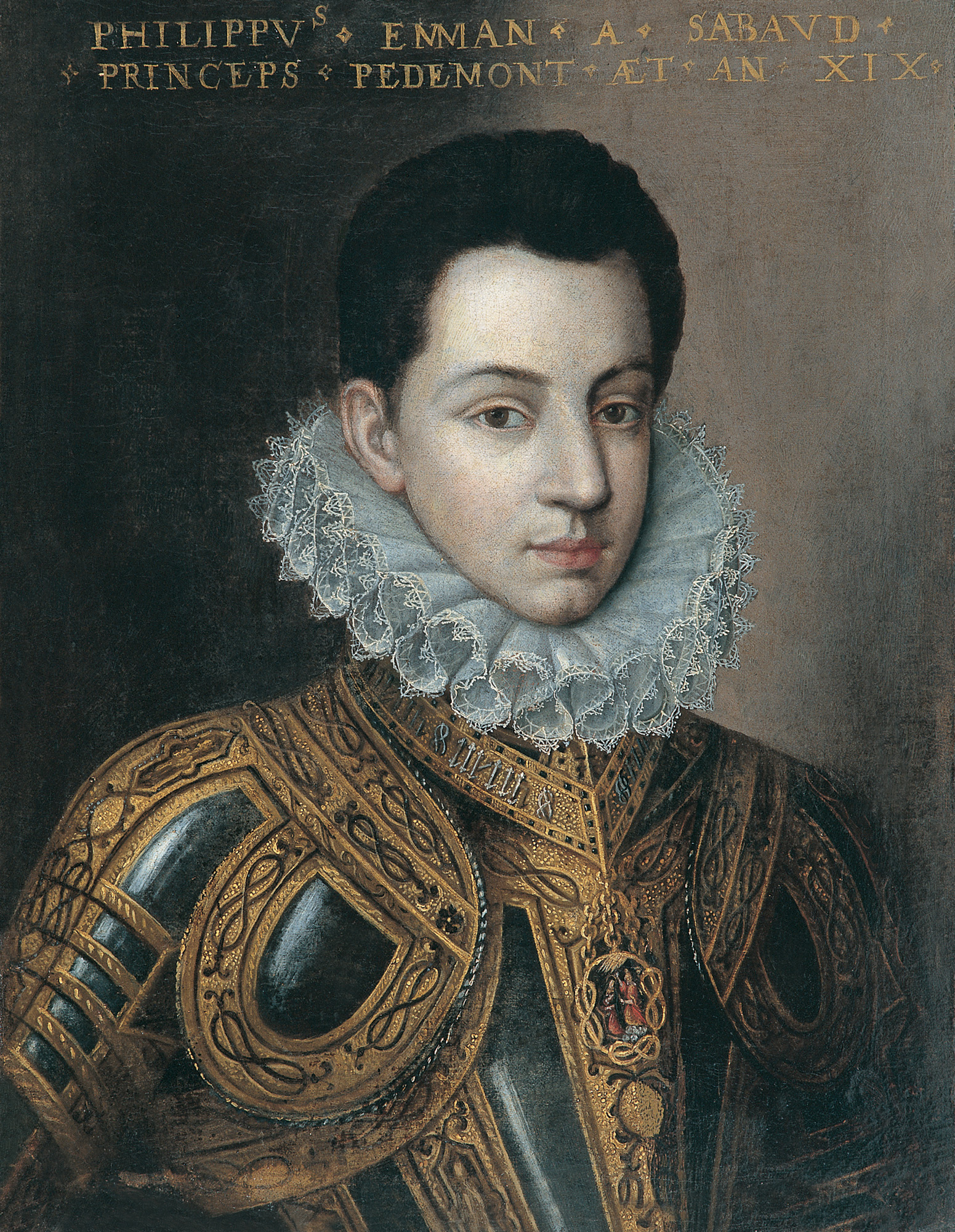
Retrato del primogénito Felipe Manuel (1586-1605)

Su esposa fue Catalina Micaela, infanta de España, hija del rey Felipe II de España y de Isabel de Valois, y tuvieron diez hijos durante los 12 años que estuvieron casados antes de morir la infanta en 1597.
- Felipe Manuel (1586-1605).

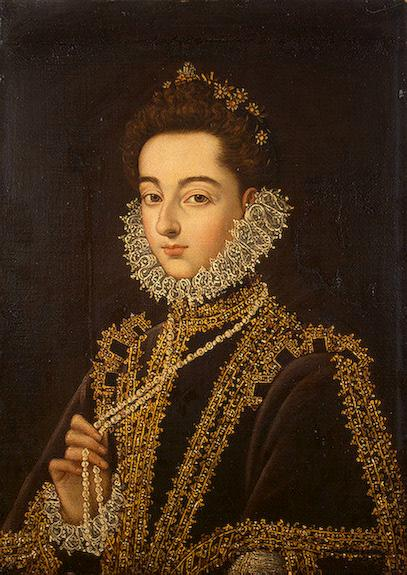
La infanta real Catalina Micaela, casada con 18 años en 1585 en Zaragoza, España. Murió 12 años después en Turín, a los 30 años de edad, después de dar a luz diez hijos. Cuadro del pintor real Alonso Sánchez Coello (1531-1588).

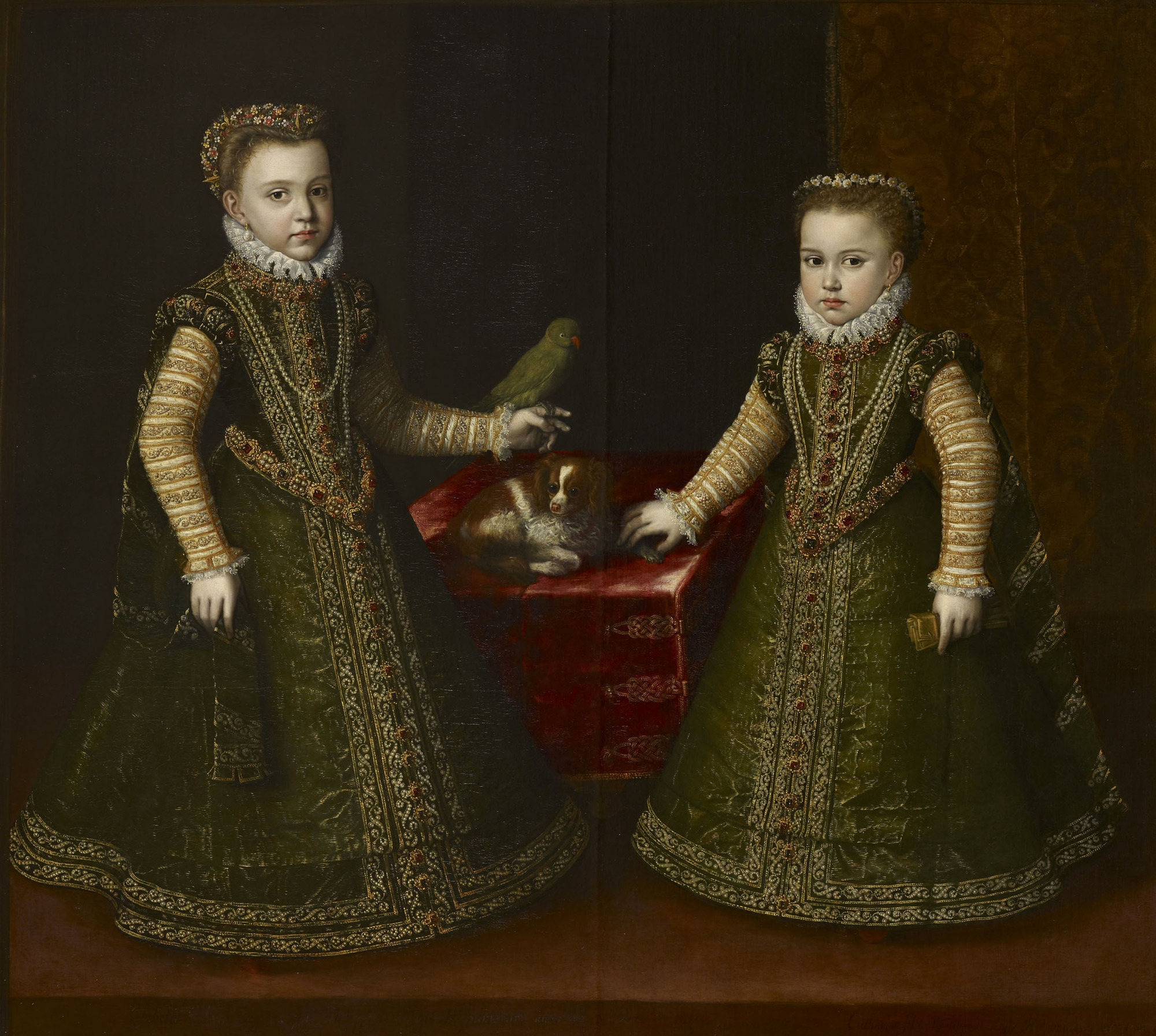
La infanta Catalina Micaela, hija de Felipe II de España y su tercera esposa Isabel de Valois, con su hermana mayor, la infanta Isabel Clara Eugenia, que fue gobernadora de Flandes entre 1598 y 1633. Cuadro, c. 1570, de la pintora Sofonisba Anguissola.

- Víctor Amadeo I (1587-1637), su sucesor como duque de Saboya.
- Manuel Filiberto (1588-1624), gran prior y gran almirante de Castilla, virrey de Sicilia (1622-1624).
- Margarita (1589-1655), virreina de Portugal. Casada con Francisco IV Gonzaga, duque de Mantua.
- Isabel (1591-1626), casada con Alfonso III de Este, duque de Módena.
- Mauricio (1593-1657), fue cardenal y luego renunció para contraer matrimonio.
- María Apolonia (1594-1656), monja en Roma.
- Francisca Catalina (1595-1640), monja en Biella.
- Tomás Francisco (1596-1656), príncipe de Carignano, quien, por extinción de la rama mayor, llegó a ser el fundador de la nueva rama reinante, la de Saboya-Carignano.
- Juana (nacida y muerta en 1597). (La noticia que llegó a Roma el 10 de noviembre de 1597 decía que nació un niño y que la madre murió en el parto; posteriormente después del 15 de noviembre llegó la noticia de que una hembra había sido abortada y que la madre había muerto asfixiada por un catarro.)

En Riva di Chieri, el 28 de noviembre de 1629, se casó en secreto con Margarita del Rosellón, marquesa de Riva di Chieri (26 de diciembre de 1599-10 de noviembre de 1640), con quien tuvo cuatro hijos, legitimados después de la boda pero sin derechos de sucesión:
- Maurizio (muerto en 1645), marqués de Poirino, coronel de caballería.
- Margherita (fallecida en 1659), señora de Dronero, Roccabruna e San Giuliano. Se casó con Filippo Francesco d'Este, marqués de San Martino in Rio (fueron antepasados de María Teresa Cybo-Malaspina).
- Gabriele (muerto en 1695), marqués de Riva, teniente general de caballería.
- Antonio (muerto en 1688), abad de San Michele della Chiusa (1642), de Santa Maria d'Aulps (1645), de Altacomba (1653), de San Benigno di Fruttuaria (1660) y Casanuova (1687). Lugarteniente general del Condado de Niza (1672).

Además, tuvo varios hijos ilegítimos:
- Con Luisa de During Maréchal:
  - Emanuele (1600-1652), marqués de Andorno.
- Con Virginia Pallavicino:
  - Carlo Umberto (1601-1663), marqués de Mulazzano con Gonzole. Se casó con Claudia Ferrero Fieschi.
  - Silvio (muerto en 1645), abad comandante de Santa Maria d'Entremont (1631), de San Lorenzo fuori le mura d'Ivrea (1642), gobernador de Ivrea (1641).
  - Vitichindo (muerto en 1668 o 1674), sacerdote.
- Con Argentina Provana:
  - Felice (1604-1643), marqués de Baldissero d'Alba, señor de Farigliano, Sessanta, Serravalle y Sommariva del Bosco (1629), lugarteniente del condado de Niza (1625/1632).
- Con Anna Felizita Cusani:
  - Ludovico Cusani (muerto en 1684), caballero de la Orden de San Mauricio y San Lázaro.
- Con una amante desconocida:
  - Anna Caterina Meraviglia (fallecida en 1660).

## Antepasados
| \| \| \| \| \| \| \| \| \| \| \| \| \| \| \| \| \| \| \| \| 16. Luis de Saboya \| \| \| \| \| \| \| \| \| \| \| \| \| \| \| \| \| \| \| \| \| \| \| \| \| \| \| \| \| \| \| \| \| \| \| \| \| \| \| \| \| \| \| \| \| \| \| \| \| \| \| \| \| \| 8. Felipe II de Saboya \| \| \| \| \| \| \| \| \| \| \| \| \| \| \| \| \| \| \| \| \| \| \| \| \| \| \| \| \| \| \| \| \| \| \| \| \| \| \| \| \| \| \| \| \| \| \| \| \| \| \| \| \| \| 17. Ana de Lusignan \| \| \| \| \| \| \| \| \| \| \| \| \| \| \| \| \| \| \| \| \| \| \| \| \| \| \| \| \| \| \| \| \| \| \| \| \| \| \| \| \| \| \| \| \| \| \| \| \| \| \| \| \| \| 4. Carlos III de Saboya \| \| \| \| \| \| \| \| \| \| \| \| \| \| \| \| \| \| \| \| \| \| \| \| \| \| \| \| \| \| \| \| \| \| \| \| \| \| \| \| \| \| \| \| \| \| \| \| \| \| \| \| \| \| 18. Juan II de Brosse \| \| \| \| \| \| \| \| \| \| \| \| \| \| \| \| \| \| \| \| \| \| \| \| \| \| \| \| \| \| \| \| \| \| \| \| \| \| \| \| \| \| \| \| \| \| \| \| \| \| \| \| \| \| 9. Claudina de Brosse \| \| \| \| \| \| \| \| \| \| \| \| \| \| \| \| \| \| \| \| \| \| \| \| \| \| \| \| \| \| \| \| \| \| \| \| \| \| \| \| \| \| \| \| \| \| \| \| \| \| \| \| \| \| 19. Nicole de Châtillon \| \| \| \| \| \| \| \| \| \| \| \| \| \| \| \| \| \| \| \| \| \| \| \| \| \| \| \| \| \| \| \| \| \| \| \| \| \| \| \| \| \| \| \| \| \| \| \| \| \| \| \| \| \| 2. Manuel Filiberto de Saboya \| \| \| \| \| \| \| \| \| \| \| \| \| \| \| \| \| \| \| \| \| \| \| \| \| \| \| \| \| \| \| \| \| \| \| \| \| \| \| \| \| \| \| \| \| \| \| \| \| \| \| \| \| \| 20. Fernando de Portugal, duque de Viseu \| \| \| \| \| \| \| \| \| \| \| \| \| \| \| \| \| \| \| \| \| \| \| \| \| \| \| \| \| \| \| \| \| \| \| \| \| \| \| \| \| \| \| \| \| \| \| \| \| \| \| \| \| \| 10. Manuel I de Portugal \| \| \| \| \| \| \| \| \| \| \| \| \| \| \| \| \| \| \| \| \| \| \| \| \| \| \| \| \| \| \| \| \| \| \| \| \| \| \| \| \| \| \| \| \| \| \| \| \| \| \| \| \| \| 21. Beatriz de Portugal \| \| \| \| \| \| \| \| \| \| \| \| \| \| \| \| \| \| \| \| \| \| \| \| \| \| \| \| \| \| \| \| \| \| \| \| \| \| \| \| \| \| \| \| \| \| \| \| \| \| \| \| \| \| 5. Beatriz de Portugal \| \| \| \| \| \| \| \| \| \| \| \| \| \| \| \| \| \| \| \| \| \| \| \| \| \| \| \| \| \| \| \| \| \| \| \| \| \| \| \| \| \| \| \| \| \| \| \| \| \| \| \| \| \| 22. Fernando II de Aragón \| \| \| \| \| \| \| \| \| \| \| \| \| \| \| \| \| \| \| \| \| \| \| \| \| \| \| \| \| \| \| \| \| \| \| \| \| \| \| \| \| \| \| \| \| \| \| \| \| \| \| \| \| \| 11. María de Aragón \| \| \| \| \| \| \| \| \| \| \| \| \| \| \| \| \| \| \| \| \| \| \| \| \| \| \| \| \| \| \| \| \| \| \| \| \| \| \| \| \| \| \| \| \| \| \| \| \| \| \| \| \| \| 23. Isabel I de Castilla \| \| \| \| \| \| \| \| \| \| \| \| \| \| \| \| \| \| \| \| \| \| \| \| \| \| \| \| \| \| \| \| \| \| \| \| \| \| \| \| \| \| \| \| \| \| \| \| \| \| \| \| \| \| 1. Carlos Manuel I de Saboya \| \| \| \| \| \| \| \| \| \| \| \| \| \| \| \| \| \| \| \| \| \| \| \| \| \| \| \| \| \| \| \| \| \| \| \| \| \| \| \| \| \| \| \| \| \| \| \| \| \| \| \| \| \| 24. Juan de Orleans \| \| \| \| \| \| \| \| \| \| \| \| \| \| \| \| \| \| \| \| \| \| \| \| \| \| \| \| \| \| \| \| \| \| \| \| \| \| \| \| \| \| \| \| \| \| \| \| \| \| \| \| \| \| 12. Carlos de Orleans \| \| \| \| \| \| \| \| \| \| \| \| \| \| \| \| \| \| \| \| \| \| \| \| \| \| \| \| \| \| \| \| \| \| \| \| \| \| \| \| \| \| \| \| \| \| \| \| \| \| \| \| \| \| 25. Margarita de Rohan \| \| \| \| \| \| \| \| \| \| \| \| \| \| \| \| \| \| \| \| \| \| \| \| \| \| \| \| \| \| \| \| \| \| \| \| \| \| \| \| \| \| \| \| \| \| \| \| \| \| \| \| \| \| 6. Francisco I de Francia \| \| \| \| \| \| \| \| \| \| \| \| \| \| \| \| \| \| \| \| \| \| \| \| \| \| \| \| \| \| \| \| \| \| \| \| \| \| \| \| \| \| \| \| \| \| \| \| \| \| \| \| \| \| 26. Felipe II de Saboya (= 8) \| \| \| \| \| \| \| \| \| \| \| \| \| \| \| \| \| \| \| \| \| \| \| \| \| \| \| \| \| \| \| \| \| \| \| \| \| \| \| \| \| \| \| \| \| \| \| \| \| \| \| \| \| \| 13. Luisa de Saboya \| \| \| \| \| \| \| \| \| \| \| \| \| \| \| \| \| \| \| \| \| \| \| \| \| \| \| \| \| \| \| \| \| \| \| \| \| \| \| \| \| \| \| \| \| \| \| \| \| \| \| \| \| \| 27. Margarita de Borbón \| \| \| \| \| \| \| \| \| \| \| \| \| \| \| \| \| \| \| \| \| \| \| \| \| \| \| \| \| \| \| \| \| \| \| \| \| \| \| \| \| \| \| \| \| \| \| \| \| \| \| \| \| \| 3. Margarita de Francia \| \| \| \| \| \| \| \| \| \| \| \| \| \| \| \| \| \| \| \| \| \| \| \| \| \| \| \| \| \| \| \| \| \| \| \| \| \| \| \| \| \| \| \| \| \| \| \| \| \| \| \| \| \| 28. Carlos I de Orleans \| \| \| \| \| \| \| \| \| \| \| \| \| \| \| \| \| \| \| \| \| \| \| \| \| \| \| \| \| \| \| \| \| \| \| \| \| \| \| \| \| \| \| \| \| \| \| \| \| \| \| \| \| \| 14. Luis XII de Francia \| \| \| \| \| \| \| \| \| \| \| \| \| \| \| \| \| \| \| \| \| \| \| \| \| \| \| \| \| \| \| \| \| \| \| \| \| \| \| \| \| \| \| \| \| \| \| \| \| \| \| \| \| \| 29. María de Cléveris \| \| \| \| \| \| \| \| \| \| \| \| \| \| \| \| \| \| \| \| \| \| \| \| \| \| \| \| \| \| \| \| \| \| \| \| \| \| \| \| \| \| \| \| \| \| \| \| \| \| \| \| \| \| 7. Claudia de Francia \| \| \| \| \| \| \| \| \| \| \| \| \| \| \| \| \| \| \| \| \| \| \| \| \| \| \| \| \| \| \| \| \| \| \| \| \| \| \| \| \| \| \| \| \| \| \| \| \| \| \| \| \| \| 30. Francisco II de Bretaña \| \| \| \| \| \| \| \| \| \| \| \| \| \| \| \| \| \| \| \| \| \| \| \| \| \| \| \| \| \| \| \| \| \| \| \| \| \| \| \| \| \| \| \| \| \| \| \| \| \| \| \| \| \| 15. Ana de Bretaña \| \| \| \| \| \| \| \| \| \| \| \| \| \| \| \| \| \| \| \| \| \| \| \| \| \| \| \| \| \| \| \| \| \| \| \| \| \| \| \| \| \| \| \| \| \| \| \| \| \| \| \| \| \| 31. Margarita de Foix \| \| \| \| \| \| \| \| \| \| \| \| \| \| \| \| \| \| \| \| \| \| \| \| \| \| \| \| \| \| \| \| \| \| \| \| \| \| \| \| \| \| \| \| \| \| \| \| \| \| \| \| |                                          |  |  |  |  |  |  |  |  |  |  |  |  |  |  |  |
| |                                          |  |  |  |  |  |  |  |  |  |  |  |  |  |  |  |
| | 16. Luis de Saboya                       |  |  |  |  |  |  |  |  |  |  |  |  |  |  |  |
| |                                          |  |  |  |  |  |  |  |  |  |  |  |  |  |  |  |
| |                                          |  |  |  |  |  |  |  |  |  |  |  |  |  |  |  |
| | 8. Felipe II de Saboya                   |  |  |  |  |  |  |  |  |  |  |  |  |  |  |  |
| |                                          |  |  |  |  |  |  |  |  |  |  |  |  |  |  |  |
| |                                          |  |  |  |  |  |  |  |  |  |  |  |  |  |  |  |
| | 17. Ana de Lusignan                      |  |  |  |  |  |  |  |  |  |  |  |  |  |  |  |
| |                                          |  |  |  |  |  |  |  |  |  |  |  |  |  |  |  |
| |                                          |  |  |  |  |  |  |  |  |  |  |  |  |  |  |  |
| | 4. Carlos III de Saboya                  |  |  |  |  |  |  |  |  |  |  |  |  |  |  |  |
| |                                          |  |  |  |  |  |  |  |  |  |  |  |  |  |  |  |
| |                                          |  |  |  |  |  |  |  |  |  |  |  |  |  |  |  |
| | 18. Juan II de Brosse                    |  |  |  |  |  |  |  |  |  |  |  |  |  |  |  |
| |                                          |  |  |  |  |  |  |  |  |  |  |  |  |  |  |  |
| |                                          |  |  |  |  |  |  |  |  |  |  |  |  |  |  |  |
| | 9. Claudina de Brosse                    |  |  |  |  |  |  |  |  |  |  |  |  |  |  |  |
| |                                          |  |  |  |  |  |  |  |  |  |  |  |  |  |  |  |
| |                                          |  |  |  |  |  |  |  |  |  |  |  |  |  |  |  |
| | 19. Nicole de Châtillon                  |  |  |  |  |  |  |  |  |  |  |  |  |  |  |  |
| |                                          |  |  |  |  |  |  |  |  |  |  |  |  |  |  |  |
| |                                          |  |  |  |  |  |  |  |  |  |  |  |  |  |  |  |
| | 2. Manuel Filiberto de Saboya            |  |  |  |  |  |  |  |  |  |  |  |  |  |  |  |
| |                                          |  |  |  |  |  |  |  |  |  |  |  |  |  |  |  |
| |                                          |  |  |  |  |  |  |  |  |  |  |  |  |  |  |  |
| | 20. Fernando de Portugal, duque de Viseu |  |  |  |  |  |  |  |  |  |  |  |  |  |  |  |
| |                                          |  |  |  |  |  |  |  |  |  |  |  |  |  |  |  |
| |                                          |  |  |  |  |  |  |  |  |  |  |  |  |  |  |  |
| | 10. Manuel I de Portugal                 |  |  |  |  |  |  |  |  |  |  |  |  |  |  |  |
| |                                          |  |  |  |  |  |  |  |  |  |  |  |  |  |  |  |
| |                                          |  |  |  |  |  |  |  |  |  |  |  |  |  |  |  |
| | 21. Beatriz de Portugal                  |  |  |  |  |  |  |  |  |  |  |  |  |  |  |  |
| |                                          |  |  |  |  |  |  |  |  |  |  |  |  |  |  |  |
| |                                          |  |  |  |  |  |  |  |  |  |  |  |  |  |  |  |
| | 5. Beatriz de Portugal                   |  |  |  |  |  |  |  |  |  |  |  |  |  |  |  |
| |                                          |  |  |  |  |  |  |  |  |  |  |  |  |  |  |  |
| |                                          |  |  |  |  |  |  |  |  |  |  |  |  |  |  |  |
| | 22. Fernando II de Aragón                |  |  |  |  |  |  |  |  |  |  |  |  |  |  |  |
| |                                          |  |  |  |  |  |  |  |  |  |  |  |  |  |  |  |
| |                                          |  |  |  |  |  |  |  |  |  |  |  |  |  |  |  |
| | 11. María de Aragón                      |  |  |  |  |  |  |  |  |  |  |  |  |  |  |  |
| |                                          |  |  |  |  |  |  |  |  |  |  |  |  |  |  |  |
| |                                          |  |  |  |  |  |  |  |  |  |  |  |  |  |  |  |
| | 23. Isabel I de Castilla                 |  |  |  |  |  |  |  |  |  |  |  |  |  |  |  |
| |                                          |  |  |  |  |  |  |  |  |  |  |  |  |  |  |  |
| |                                          |  |  |  |  |  |  |  |  |  |  |  |  |  |  |  |
| | 1. Carlos Manuel I de Saboya             |  |  |  |  |  |  |  |  |  |  |  |  |  |  |  |
| |                                          |  |  |  |  |  |  |  |  |  |  |  |  |  |  |  |
| |                                          |  |  |  |  |  |  |  |  |  |  |  |  |  |  |  |
| | 24. Juan de Orleans                      |  |  |  |  |  |  |  |  |  |  |  |  |  |  |  |
| |                                          |  |  |  |  |  |  |  |  |  |  |  |  |  |  |  |
| |                                          |  |  |  |  |  |  |  |  |  |  |  |  |  |  |  |
| | 12. Carlos de Orleans                    |  |  |  |  |  |  |  |  |  |  |  |  |  |  |  |
| |                                          |  |  |  |  |  |  |  |  |  |  |  |  |  |  |  |
| |                                          |  |  |  |  |  |  |  |  |  |  |  |  |  |  |  |
| | 25. Margarita de Rohan                   |  |  |  |  |  |  |  |  |  |  |  |  |  |  |  |
| |                                          |  |  |  |  |  |  |  |  |  |  |  |  |  |  |  |
| |                                          |  |  |  |  |  |  |  |  |  |  |  |  |  |  |  |
| | 6. Francisco I de Francia                |  |  |  |  |  |  |  |  |  |  |  |  |  |  |  |
| |                                          |  |  |  |  |  |  |  |  |  |  |  |  |  |  |  |
| |                                          |  |  |  |  |  |  |  |  |  |  |  |  |  |  |  |
| | 26. Felipe II de Saboya (= 8)            |  |  |  |  |  |  |  |  |  |  |  |  |  |  |  |
| |                                          |  |  |  |  |  |  |  |  |  |  |  |  |  |  |  |
| |                                          |  |  |  |  |  |  |  |  |  |  |  |  |  |  |  |
| | 13. Luisa de Saboya                      |  |  |  |  |  |  |  |  |  |  |  |  |  |  |  |
| |                                          |  |  |  |  |  |  |  |  |  |  |  |  |  |  |  |
| |                                          |  |  |  |  |  |  |  |  |  |  |  |  |  |  |  |
| | 27. Margarita de Borbón                  |  |  |  |  |  |  |  |  |  |  |  |  |  |  |  |
| |                                          |  |  |  |  |  |  |  |  |  |  |  |  |  |  |  |
| |                                          |  |  |  |  |  |  |  |  |  |  |  |  |  |  |  |
| | 3. Margarita de Francia                  |  |  |  |  |  |  |  |  |  |  |  |  |  |  |  |
| |                                          |  |  |  |  |  |  |  |  |  |  |  |  |  |  |  |
| |                                          |  |  |  |  |  |  |  |  |  |  |  |  |  |  |  |
| | 28. Carlos I de Orleans                  |  |  |  |  |  |  |  |  |  |  |  |  |  |  |  |
| |                                          |  |  |  |  |  |  |  |  |  |  |  |  |  |  |  |
| |                                          |  |  |  |  |  |  |  |  |  |  |  |  |  |  |  |
| | 14. Luis XII de Francia                  |  |  |  |  |  |  |  |  |  |  |  |  |  |  |  |
| |                                          |  |  |  |  |  |  |  |  |  |  |  |  |  |  |  |
| |                                          |  |  |  |  |  |  |  |  |  |  |  |  |  |  |  |
| | 29. María de Cléveris                    |  |  |  |  |  |  |  |  |  |  |  |  |  |  |  |
| |                                          |  |  |  |  |  |  |  |  |  |  |  |  |  |  |  |
| |                                          |  |  |  |  |  |  |  |  |  |  |  |  |  |  |  |
| | 7. Claudia de Francia                    |  |  |  |  |  |  |  |  |  |  |  |  |  |  |  |
| |                                          |  |  |  |  |  |  |  |  |  |  |  |  |  |  |  |
| |                                          |  |  |  |  |  |  |  |  |  |  |  |  |  |  |  |
| | 30. Francisco II de Bretaña              |  |  |  |  |  |  |  |  |  |  |  |  |  |  |  |
| |                                          |  |  |  |  |  |  |  |  |  |  |  |  |  |  |  |
| |                                          |  |  |  |  |  |  |  |  |  |  |  |  |  |  |  |
| | 15. Ana de Bretaña                       |  |  |  |  |  |  |  |  |  |  |  |  |  |  |  |
| |                                          |  |  |  |  |  |  |  |  |  |  |  |  |  |  |  |
| |                                          |  |  |  |  |  |  |  |  |  |  |  |  |  |  |  |
| | 31. Margarita de Foix                    |  |  |  |  |  |  |  |  |  |  |  |  |  |  |  |
| |                                          |  |  |  |  |  |  |  |  |  |  |  |  |  |  |  |
| |                                          |  |  |  |  |  |  |  |  |  |  |  |  |  |  |  |

## Reconocimientos
- Gran Maestro de la Ordine Supremo della Santissima Annunziata

- Caballero de la Gran Cruz con Gran Cordón de la rden de los Santos Mauricio y Lázaro